# Sultan Bakt Begum
Sultan Bakt Begum (segle XIV) fou una filla de Tamerlà amb la seva esposa Aljai Turkhan Agha, casada successivament amb dos importants amirs (generals) del seu pare.
Primer es va casar amb Muhammad Mireke, cap del tuman dels Khuttalani fill i successor de Shir Bahram Khuttalani; s'hi va casar quan estava embarassada. Mireke (ajudat pel seu germà Abdu-l Fath) es va revoltar (1388) però fou derrotat i assassinat (1388).
Durant el hivern de 1389 a 1390 Timur va premiar al seu amir Sulayman Xah per diversos serveis, donant-li la ma de la seva filla Sultan Bakt Begum, la vídua de Muhammad Mireke.